# Impacts du dérèglement de la mousson en Afrique de l'ouest

## Impacts d’une sécheresse

### Agriculture
La sécheresse se traduit par un manque d’eau pour tous les êtres vivants. La flore peut alors souffrir d’un stress hydrique et thermique car elle manque non seulement d’eau mais en plus, la température augmente car elle n’est plus adoucie par l’humidité, ce qui va augmenter l’évapotranspiration. Ceci peut diminuer le rendement agricole de 20 à 50 % en cas de sécheresse prolongée dans le Sahel. Il suffit, en effet, d’une légère diminution des précipitations ou d’une augmentation moyenne de 2° de la température durant la saison des pluies pour avoir une diminution de 10 % du rendement des cultures de mil et de sorgho. De plus, l’arrivée tardive des précipitations peut modifier le cycle saisonnier des plantes car celles-ci n’auront pas le temps d’arriver à maturité. Après une mauvaise récolte, l’offre en céréales de base va diminuer tandis que la demande va augmenter car il faudra nourrir non seulement les consommateurs habituels mais aussi les agriculteurs ayant perdu une partie de leur récolte. Il y aura donc une inflation des prix, ce qui peut entraîner une famine.

### Hydrographie
Le manque d’eau affecte aussi les cours d’eau. Depuis les années 1970, le débit du fleuve Niger a baissé de 30 % tandis que les fleuves Sénégal et Gambie ont vu leur débit diminuer de 60 %. Cette baisse de débit des fleuves diminue l’approvisionnement des lacs de la région. Le lac Tchad couvre actuellement moins de 10 % de la surface qu'il occupait dans les années 1960, ce qui a diminué drastiquement sa production halieutique. En effet, dans les années 1970, il fournissait 100 000 tonnes de poissons par an alors qu’en 2004 la production halieutique était inférieure à 60 000 tonnes par an. Ceci peut provoquer la migration des riverains. L’assèchement du lac Farguibine au Mali dans les années 1970 a entrainé la migration de plus de 200 000 agriculteurs et pêcheurs vers les villes avoisinantes. Mais la baisse des débits de fleuve a plusieurs autres conséquences néfastes sur l’homme et son environnement : problèmes de navigation, d’irrigation, d’approvisionnement en eau, perte de biodiversité ainsi que des problèmes de production d’électricité. Les difficultés de navigation dues au manque viennent accentuer le manque de nourriture car l’approvisionnement devient difficile dans certaines parties de l’Afrique de l’ouest. La réduction des débits fluviaux provoque aussi une dégradation de la qualité de l’eau car la pollution rejetée par les diverses activités humaines est, dès lors, moins diluée et donc constitue un milieu favorable à la prolifération d’organismes envahisseurs tels que la salade d’eau, la jacinthe d’eau ou encore la fougère d’eau qui ont des effets dévastateurs sur la navigation, la pêche, l’agriculture, la production d’électricité mais aussi sur la biodiversité aquatique. De plus, elles favorisent le développement des vecteurs de maladies hydriques comme le paludisme. En effet, les moustiques viendront pondre leurs œufs sur la surface de l’eau devenue quasi-stagnante. En Afrique de l’ouest, les barrages datent des années 1960-70 qui correspondent à une période relativement humide en comparaison avec le IIIe millénaire. Ils ne sont donc plus en accord avec le régime hydraulique de la région, ce qui a pour conséquences actuelles des mauvaises conditions de remplissage des réservoirs. Il en découle alors de nombreux problèmes socio-économiques tels que la réduction de la production électrique d’Afrique de l’ouest et la diminution des réserves en eau potable. Ceci est accentué par l’augmentation croissante de la population et la diversification des usages de l’eau surtout en ce qui concerne l’irrigation, très consommatrice d’eau. En 2002-2003, la ville d’Ouagadougou a dû faire face à des pénuries en eau potable car les retenues d’eau étaient insuffisantes. Le tout augmente la sensibilité des hommes face aux maladies et provoque une déshydratation qui peut mener à la mort.

### Faune et flore
La diminution d’eau potable a aussi des effets néfastes sur la faune. En effet, comme déjà expliqué, le manque d’eau diminue les rendements des cultures et donc le fourrage pour les bêtes ainsi que les pâtures de bonne qualité. Au Niger, en 2009, le pays avait un déficit fourrager de 16 millions de tonnes, c’est-à-dire qu’il manquait 16 millions de tonnes de fourrage pour nourrir correctement tous les troupeaux du pays. De plus, les conditions d’abreuvement se détériorent car le troupeau doit aller de plus en plus loin pour trouver de l’eau fraîche car les mares et des points d’eau temporaires sont asséchés. Ceci va modifier le parcours du bétail, ce qui peut engendrer des conflits avec les sédentaires car cela rompt un équilibre établi depuis des générations. Toutes ces difficultés liées au ravitaillement des bêtes peuvent impliquer une recrudescence des maladies et donc un taux plus élevé de mortalité parmi le bétail. Dans la zone sahélienne, au cours des années 1980, le nombre des bêtes recensées a diminué de moitié en 10 ans. Un grand nombre d’éleveurs décident alors de se reconvertir et de cultiver la terre car cette activité leur semble plus attractive. Mais en tant que nouveaux arrivants ils doivent soit mettre en culture des sols non appropriés à l’agriculture soit ils utilisent les terres mises en jachère. On observe alors une diminution de la fertilité des terres et des rendements décroissants. Cela crée des conflits entre les habitants et affaiblit le tissu social existant. Cette baisse du nombre de bêtes dans l’ouest africain se traduit par une diminution de la production laitière ainsi qu’une chute de la production en viande de la région qui combiné à la baisse des rendements agricoles et halieutiques peut entraîner une augmentation de la malnutrition en Afrique de l’ouest. Au Niger, en 2005, 900 000 étaient dans un cadre d’insécurité alimentaire extrême.

Les sécheresses ont aussi un impact important sur l’environnement en Afrique de l’ouest. En effet, elles augmentent le risque d’incendies car le bois est dès lors très sec et il suffit d’un rien pour qu’un incendie se déclare. L’aridité du temps provoque aussi la migration des certaines espèces forestières vers des zones plus humides ou la disparition d’autres espèces surtout chez les plantes ligneuses et herbacées. Ce qui dégrade fortement les niches écologiques et entraîne ainsi la migration des certaines espèces animales vers d’autres régions.

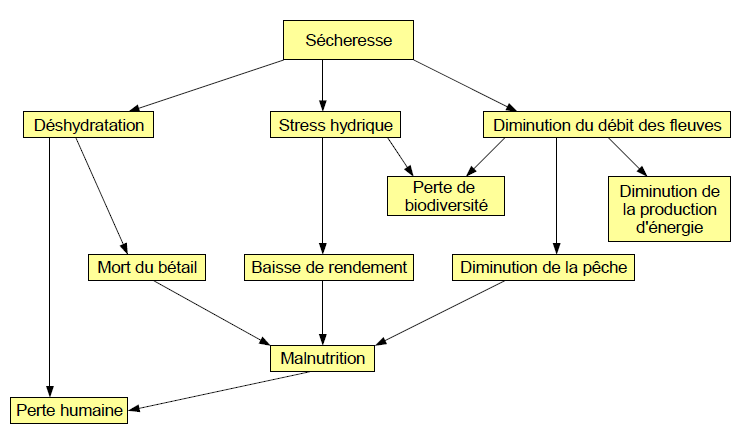

## Impacts d’une inondation
Beaucoup de pays africains ont été touchés par au moins deux inondations en huit ans sur la période de 2000 à 2008 et cela peut aller jusque 10 inondations pour le Mali. Ce qui représente 130 237 personnes affectées de près ou de loin pour la catastrophe. Ces inondations peuvent être accentuées par la rupture de certains barrages qui ne savent plus retenir le surplus d’eau. Lors d’une inondation, on enregistre souvent un taux plus élevé de décès qu’à la normale. Celui-ci est directement dû à la noyade ou indirectement lié à l’inondation car une partie du bétail ou de la récolte peut être emportée par les eaux. Ce qui peut entraîner une carence en nourriture pouvant dans certains cas provoquer la mort. Les inondations de 2010 ont détruit 180 000 ha de cultures au Nigeria, ce qui correspond à une perte de plus de 130 000 tonnes de nourriture. En ce qui concerne le bétail, durant l’inondation de janvier 2002 dans le nord du Sénégal un cheptel de 50 000 bovins et de 500 000 petits ruminants a été décimé. De plus, de nombreuses infrastructures telles que les routes ou hôpitaux sont balayées par les pluies, laissant une population plus démunie qu’avant face à la malnutrition et aux maladies. En 2009, l’inondation qui a touché le Burkina Faso a provoqué la mort de 150 personnes et a laissé 150 000 personnes sans logement. Durant la période suivant une inondation, on enregistre un taux de suicide plus important car certaines personnes ont tout perdu. De plus, une partie de la population doit être déplacée vers des endroits plus sûrs. Durant l’inondation de 2007, 46 000 personnes ont été ainsi déplacés un peu partout dans l’ouest africain. En 2008, au Togo on relève plus de 30 000 maisons détruites par les inondations ainsi que 6 barrages et 68 ponts. En plus de leurs coûts humains, les inondations ont un coût économique pour les pays qui peut s’élever jusqu’à 30 millions de dollars, comme c’est le cas pour le Bénin sur la période de 2000 à 2008. Ce coût peut être un frein au bon développement du pays et empêche ceux-ci de s’équiper correctement pour faire face à des catastrophes naturelles car la construction de moyens de communications, d’habitations plus résistantes coûte extrêmement cher. Lors d’épisode de fortes précipitations, on observe une recrudescence de certaines maladies telles que le paludisme ou encore la maladie du sommeil. En effet, dans certaines parties de la région, le climat est trop aride pour les vecteurs de maladies mais lorsque temporairement le climat devient plus humide les vecteurs peuvent s’y développer et contaminer aussi bien les cultures que les humains ou le bétail. Ce qui provoque une baisse de rendement et donc peut favoriser la malnutrition.

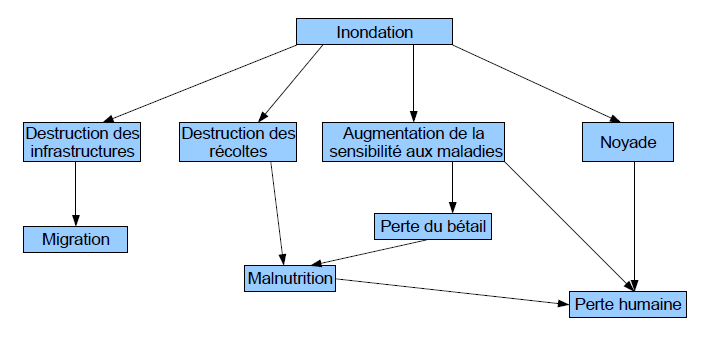

## Sources
- Banque ouest-africaine de développement, Changements climatiques et sécurité alimentaire dans la zone uemoa : Défis, impacts, enjeux actuels et futurs, rapport final, 2010.

- Comité inter-État de lutte contre la sécheresse au Sahel, Le Sahel face aux changements climatiques : Enjeux pour un développement durable, Niamey, Centre régional AGRHYMET, 2010.

- Programme des Nations unies pour l'environnement, Sécurité des moyens d’existence : Changements climatiques, migrations et conflits au Sahel, rapport final, Genève, 2011.

- Bureau des Nations unies pour l'Afrique de l'Ouest et le Sahel, Réduire la vulnérabilité de l’Afrique de l’Ouest aux impacts du climat sur les ressources en eau, les zones humides et la désertification : Éléments de stratégie régionale de préparation et d’adaptation, Gland, Suisse et Cambridge, Royaume-Uni, Union mondiale pour la nature, 2004.

- Amma International (2012). Mousson Africaine, dernière visite le 9 mai 2012.

- Mathieu Mérino, L’eau : quels enjeux pour l’Afrique subsaharienne ?, Pau, Fondation pour la recherche stratégique, 2008.